# Severn (řeka v Kanadě)
Severn (anglicky Severn River) je řeka v provinciích Ontario a Manitoba v Kanadě. Je 981 km dlouhá od pramene Black Birch. Povodí má rozlohu 101 000 km².

## Průběh toku
Pramení na Lavrentijské vysočině. Na horním toku překonává mnohé peřeje. Protéká přes řadu jezer (Deer, Sandy). Ústí do Hudsonova zálivu.

## Vodní režim
Nejvyšších vodních stavů dosahuje v létě. Zamrzá od listopadu do května.

## Využití
Řeka se vyznačuje velkými energetickými zásobami.